# Kloten
Kloten je grad u švicarskom kantonu Zürichu, na čijem se području nalazi ciriška zračna luka Flughafen Zürich.

## Stanovništvo
| Razvoj stanovništva | Razvoj stanovništva |
| Godina              | Stanovništvo        |
| ------------------- | ------------------- |
| 1467.               | 370                 |
| 1634.               | 842                 |
| 1710.               | 1328                |
| 1850.               | 1524                |
| 1900.               | 1363                |
| 1950.               | 3429                |
| 1970.               | 16388               |
| 2000.               | 17190               |

- Stranaca: 27,0 % (2005.)

## Sport
- Kloten Flyers - klub hokeja na ledu

## Vanjske poveznice
- Službena stranica (njem.)